# Ыннепалу, Тыну
Тыну Ыннепалу (эст. Tõnu Õnnepalu; род. 13 сентября 1962), также известный под псевдонимами Эмиль Тоде и Антон Нигов — эстонский поэт и писатель. Лауреат Премии Балтийской ассамблеи в области литературы (1994) и Национальной премии Эстонии в области культуры (2010).

## Биография
Тыну Ыннепалу родился 13 сентября 1962 года в Таллине в семье агронома и бухгалтера. Учился в школе № 29, затем перешёл в школу № 3. Изучал биологию в Тартуском университете с 1980 по 1985 год. Окончив университет с отличием, с 1985 по 1987 год он преподавал биологию и химию в школе на острове Хийумаа. В 1987 году стал свободным писателем, переводчиком и журналистом. В 1989—1990 годах работал редактором в литературном журнале «Vikerkaar».
Он начал свою литературную карьеру как поэт в 1985 году со сборника стихов Jõeäärne maja («Дом на берегу реки»). Следующие его сборники стихов вышли в 1988 и 1990 годах. В 1993 году он получил международную известность, когда его роман Piiririik («Пограничное состояние») был опубликован под псевдонимом Эмиль Тоде. Эта книга была переведена на 14 языков. В 1994 году он был удостоен литературной премии Балтийской Ассамблеи. В 2007 году он получил литературную премию Юхана Лийва. В произведениях Ыннепалу часто затрагиваются такие темы как гомосексуальность, изоляция и предательство.
В 1992 году его стихотворение «Inquiétude du Fini» было исполнено в качестве хоровой пьесы, а дирижёром выступил известный эстонский композитор Эркки-Свен Тюйр.
Помимо своей писательской деятельности, Тыну Ыннепалу перевёл с французского на эстонский произведения таких авторов, как Франсуа Мориак, Шарль Бодлер и Марсель Пруст. Тыну Ыннепалу также является членом правления Эстонского университета естественных наук в Тарту.

## Сочинения

### Романы
- 1993 «Piiririik»
- 1995 «Hind»
- 1997 «Printsess»
- 2002 «Raadio»
- 2009 «Paradiis»
- 2012 «Mandala»

### Сборники стихов
- 1985 «Jõeäärne maja»
- 1988 «Ithaka»
- 1990 «Sel maal»
- 1996 «Mõõt»
- 2005 «Enne heinaaega ja hiljem»
- 2009 «Kevad ja suvi ja»
- 2012 «Kuidas on elada»